# Mintaka
Delta Orionis (tradičně známá jako Mintaka) je vícenásobná hvězda, při pohledu ze Země jedna ze tří dominantních hvězd v Orionově pásu. Jde o vícenásobnou hvězdu. Název pochází z arabštiny. Hvězda je nejzápadnější a současně nejsevernější hvězdou Orionova pásu, při pohledu ze Země je vidět vpravo.

## Systém
Mintaka je vícenásobná hvězda. Asi 52 úhlových vteřin od hlavní složky se nachází hvězda vizuální magnitudy 7, o něco blíže je ještě slabší hvězda. Hlavní složkou systému je trojhvězda. Systému dominuje modrý veleobr spektrální klasifikace O9.5, kolem kterého obíhá hvězda hlavní posloupnosti spektrální klasifikace B1V. Oběžná doba činí 5,73 dne. Ve vzdálenosti 0,26 úhlové vteřiny se pak nachází podobr spektrální klasifikace B0IV. Při zatmění hlavní hvězdy poklesne vizuální magnituda celého systému z 2,23 na 2,35.
Průvodce vizuální magnitudy 7, HD 36485 či Mintaka (nebo δ Ori) C, je neobvyklá hvězda hlavní posloupnosti, která je sama o sobě spektroskopickou dvojhvězdou.
Hvězda vizuální magnitudy 14 se jeví být ve stejné vzdálenosti od Země jako ostatní členové systému, ale není jasné, zda je fyzicky provázána s ostatními hvězdami a celkově je o ní málo informací. Od hlavního systému je vzdálena 33 úhových vteřin.
Mintaka se jeví při vizuálním pozorování obklopená shlukem slabě zářících hvězd, pravděpopodobně jde o stejnou hvězdokupu, která obklopuje σ Orionis.
Jasná centrální hvězda tohoto systému nese označení δ Ori A. Její komponenty jsou obecně označovány vědci jako Aa1, Aa2, a Ab, s HD 36485 odkazovanou jako Mintaka (nebo δ Ori) C, a bližší společník čtrnácté velikosti jako δ Ori B. Některé katalogy ovšem označují Ori Ab jako složku B nebo složku D, konkrétně SIMBAD označuje Ori Ab jako δ Ori B.

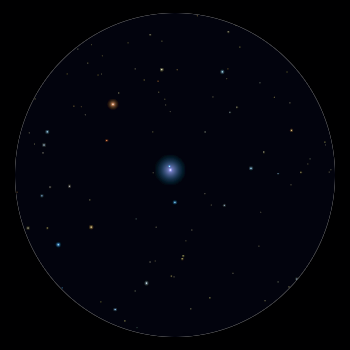
Dvě složky systému Mintaka